# The Denial Twist
The Denial Twist è un brano musicale del gruppo alternative rock statunitense The White Stripes, pubblicato nel 2005 come terzo singolo estratto dall'album Get Behind Me Satan.

## Video
Il video musicale della canzone è stato diretto da Michel Gondry.
Nel video è presente un cameo di Conan O'Brien.

## Tracce
1. The Denial Twist – 2:35
2. Shelter of Your Arms (cover The Greenhornes) – 3:30

## Formazione
Gruppo
- Jack White - voce, chitarra, piano
- Meg White - batteria, percussioni

Collaboratori
- Eddie Gillies - percussioni